# Valentin Nikolaev (lottatore)
Valentin Vladimirovič Nikolaev (in russo Валентин Владимирович Николаев?; 6 aprile 1924 – 31 ottobre 2004) è stato un lottatore sovietico, dal 1991 ucraino, specializzato nella lotta greco-romana.

## Palmarès

### Olimpiadi
- 1 medaglia:
  - 1 oro (Melbourne 1956 negli 87 kg)

### Mondiali
- 1 medaglia:
  - 1 oro (Karlsruhe 1955 negli 87 kg)